# انتقام‌جویان: روز نابودی
انتقام‌جویان: روز نابودی (انگلیسی: Avengers: Doomsday) فیلم ابرقهرمانی آمریکایی در دست تولید است که بر اساس گروه ابرقهرمانان مارول کامیکس، یعنی انتقام‌جویان، ساخته می‌شود. این اثر که به‌وسیلهٔ مارول استودیوز و شرکت ای‌جی‌بی‌او تولید و به‌وسیلهٔ استودیو سینمایی والت دیزنی توزیع می‌شود، پنجمین فیلم از مجموعهٔ انتقام‌جویان پس از انتقام‌جویان: پایان بازی (۲۰۱۹) و سی و نهمین فیلم در دنیای سینمایی مارول (MCU) خواهد بود. انتونی و جو روسو کارگردانی آن را بر عهده دارند و فیلمنامه توسط مایکل والدرون و استیون مک‌فیلی نگاشته شده است. فیلم با حضور گروه بزرگی از بازیگران ساخته می‌شود.
در ژوئیهٔ ۲۰۲۲، دو فیلم جدید انتقام‌جویان با نام‌های سلسلهٔ کانگ و جنگ‌های مخفی به‌عنوان پایان‌بخش فاز ششم دنیای سینمایی مارول و «حماسهٔ چندجهانی» معرفی شدند. دستین دنیل کرتون برای کارگردانی سلسلهٔ کانگ انتخاب شد و جاناتان میجرز قرار بود نقش شرور کانگ فاتح را بار دیگر ایفا کند. جف لاونس در سپتامبر همان سال به‌عنوان نویسنده به پروژه پیوست. اما در نوامبر ۲۰۲۳، کرتون از کار کناره‌گیری کرد، والدرون جای لاونس را گرفت و مارول به دلیل مسائل قانونی میجرز در حال بازنگری داستان کانگ بود؛ میجرز ماه بعد اخراج شد. در ژوئیهٔ ۲۰۲۴، بازگشت برادران روسو به کارگردانی، حضور مک‌فیلی به‌عنوان نویسنده، انتخاب رابرت داونی جونیور برای نقش دکتر دووم (شرور جدید) و عنوان فرعی روز رستاخیز اعلام شد. فیلم‌برداری از مارس تا اوت ۲۰۲۵ در استودیوهای پاین‌وود انگلستان انجام می‌شود و بازیگران آن عمدتاً از آثار پیشین دنیای سینمایی مارول و دیگر فیلم‌های مارول هستند.
انتقام‌جویان: روز نابودی قرار است ۱۸ دسامبر ۲۰۲۶ در ایالات متحده اکران شود و بخشی از فاز ششم دنیای سینمایی مارول باشد. دنبالهٔ آن، جنگ‌های پنهان، نیز برای اکران در ۱۷ دسامبر ۲۰۲۷ برنامه‌ریزی شده است.

## زمینهٔ داستان
چهارده ماه پس از رخدادهای تاندربولتز* (۲۰۲۵)، انتقام‌جویان، واکاندایی‌ها، چهار شگفت‌انگیز، انتقام‌جویان جدید و تیم اصلی «ایکس‌من» با هم متحد می‌شوند تا با دکتر دووم روبه‌رو شوند.

## بازیگران
- کریس همسورث در نقش ثور: یکی از اعضای بنیان‌گذار انتقام‌جویان و پادشاه پیشین ازگارد که بر اساس خدای اساطیر نورس به همین نام ساخته شده است.[۳]
- ونسا کربی در نقش سو استورم / زن نامرئی: عضوی از چهار شگفت‌انگیز که می‌تواند میدان‌های نیرو ایجاد کند و نامرئی شود.[۴]
- آنتونی مکی در نقش سم ویلسون / کاپیتان آمریکا: یکی از انتقام‌جویان و ناجی سابق نیروی هوایی ایالات متحده که با استفاده از یک بسته بال مخصوص برای نبرد هوایی توسط ارتش آموزش دیده است.[۵]
- سباستین استن در نقش باکی بارنز: یک سرباز فوق‌بشری پیشرفته با دستی سایبرنتیک که رهبر بالفعل ثاندربولت‌ها است.[۳]
- لتیشیا رایت در نقش شوری / پلنگ سیاه: شاهزاده سابق واکاندا که فناوری‌های جدیدی برای این کشور طراحی می‌کند و با مصرف گیاه قلب‌مانند توانایی‌های فوق‌انسانی به دست می‌آورد.[۳]
- پل راد در نقش اسکات لنگ / مرد مورچه‌ای: یکی از انتقام‌جویان و سارق سابق که با لباسی مخصوص می‌تواند اندازه‌اش را کوچک یا بزرگ کند و قدرت خود را افزایش دهد.[۳]
- وایت راسل در نقش جان واکر / مأمور ایالات متحده: یک سرباز فوق‌بشری پیشرفته، کاپیتان آمریکا سابق و عضوی از ثاندربولت‌ها.[۳]
- تنوچ اوئرتا مه‌خیا در نقش نامور: پادشاه تالوکان و یک جهش‌یافته قدرتمند که می‌تواند هم در خشکی و هم زیر آب نفس بکشد.[۳]
- ابن ماس-بچراک در نقش بن گریم / تینگ: فضانورد سابق و عضوی از چهار شگفت‌انگیز که در لایه‌ای از سنگ نارنجی‌رنگ پوشیده شده و قدرت و استقامت فوق‌انسانی دارد.[۴]
- سیمو لیو در نقش شو شانگ-چی: هنرمند رزمی ماهر و دارنده حلقه‌های ده‌گانه اسرارآمیز که در کودکی توسط پدرش، شو ون‌وو، برای تبدیل شدن به قاتل آموزش دیده است.[۳]
- فلورنس پیو در نقش یلنا بلووا: عضوی از ثاندربولت‌ها که در اتاق قرمز به‌عنوان یک قاتل بیوه سیاه آموزش دیده است.[۳]
- کلسی گرمر در نقش هنک مک‌کوی / بیست: یک جهش‌یافته و عضوی از مردان ایکس از واقعیتی دیگر که ویژگی‌های جسمانی حیوانی مانند خز آبی، گوش‌های نوک‌تیز، دندان‌های نیش و پنجه دارد.[۳]
- لوئیس پولمن در نقش باب / سنتری: فردی با قدرت‌های فوق‌العاده.[۳]
- دنی رمیرز در نقش خواکین تورس / فالکون: ستوان اول نیروی هوایی ایالات متحده که توسط ویلسون استخدام شده و از بسته بال مشابهی استفاده می‌کند.[۳]
- جوزف کوئین در نقش جانی استورم / مشعل انسانی: برادر سو و عضوی از چهار شگفت‌انگیز که می‌تواند پرواز کند و آتش را کنترل کند.[۴]
- دیوید هاربر در نقش الکسی شوستاکوف / نگهبان سرخ: عضوی از ثاندربولت‌ها که همتای سرباز فوق‌بشری روس کاپیتان آمریکا و شخصیتی پدرانه برای بلووا است.[۳]
- وینستون دوک در نقش ام‌باکو: جنگجویی قدرتمند و رهبر قبیله کوهستانی جاباری در واکاندا.[۳]
- هانا جان کامن در نقش آوا استار / گوست: عضوی از ثاندربولت‌ها که می‌تواند از میان اشیا عبور کند.[۳]
- تام هیدلستون در نقش لوکی: خدای داستان‌های ازگارد، خدای پیشین شرارت و برادر ناتنی ثور که بر اساس خدای اساطیر نورس به همین نام ساخته شده است.[۳]
- پاتریک استوارت در نقش چارلز اگزاویر: یک جهش‌یافته تله‌پاتیک و بنیان‌گذار مردان ایکس.[۳]
- ایان مک‌کلن در نقش اریک لنشر / مگنیتو: جهش‌یافته‌ای قدرتمند که می‌تواند میدان‌های مغناطیسی را تولید و کنترل کند.[۳]
- الن کامینگ در نقش کورت واگنر / نایت‌کراولر: جهش‌یافته‌ای با پوست آبی و ظاهری شیطانی که می‌تواند تله‌پورت کند.[۳]
- ربکا رومین در نقش ریون دارکهولم / میستیک: جهش‌یافته‌ای با پوست آبی و توانایی تغییر شکل.[۳]
- جیمز مارسدن در نقش اسکات سامرز / سایکلوپس: جهش‌یافته و رهبر مردان ایکس که می‌تواند پرتوهای انرژی نوری قدرتمندی از چشمانش ساطع کند و با عینک مخصوص آن را کنترل می‌کند.[۳]
- چنینگ تیتوم در نقش رمی لوبو / گامبیت: جهش‌یافته‌ای با توانایی شارژ اشیا با انرژی جنبشی که باعث انفجار آن‌ها هنگام برخورد می‌شود.[۳]
- پدرو پاسکال در نقش رید ریچاردز / آقای شگفت‌انگیز: همسر سو، بهترین دوست گریم و دانشمندی بسیار باهوش که رهبر چهار شگفت‌انگیز است و می‌تواند هر بخش از بدنش را به طول زیاد کش دهد.[۴]
- رابرت داونی جونیور در نقش ویکتور ون دووم / دکتر دووم:
جو روسو، یکی از کارگردانان، دووم را شخصیتی سه‌بعدی و یکی از پیچیده‌ترین شخصیت‌های کتاب‌های کمیک توصیف کرد و احساس کرد که داونی—که پیش‌تر در نقش تونی استارک / مرد آهنی در دنیای سینمایی مارول بازی کرده بود—تنها کسی است که می‌تواند این نقش را بر عهده بگیرد.[۶][۷] داونی پیشینه‌ای برای این شخصیت خلق کرد تا به‌عنوان مرجع برای بازی‌اش استفاده کند و همچنین ایده‌هایی برای طراحی لباس ارائه داد.[۸]
- رایان رینولدز در نقش ددپول

بازیگران دیگری که قرار است در این فیلم حضور داشته باشند عبارتند از کریس ایوانز در نقشی نامشخص، جرمی رنر در نقش کلینت بارتون / هاکای، بندیکت کامبربچ در نقش دکتر استیون استرنج، تام هالند در نقش پیتر پارکر / مرد عنکبوتی و هایلی اتول در نقش پگی کارتر.

## موسیقی
در آوریل ۲۰۲۴، آلن سیلوستری اعلام کرد که ممکن است موسیقی یک پروژهٔ جدید دنیای سینمایی مارول را بسازد؛ او پیش‌تر برای جنگ ابدیت، پایان بازی و دیگر فیلم‌های دنیای سینمایی مارول آهنگسازی کرده بود. در ژوئیهٔ همان سال، تأیید شد که او برای ساخت موسیقی روز نابودی و جنگ‌های مخفی بازمی‌گردد.

## بازاریابی
عنوان روز نابودی، بازگشت برادران روسو و انتخاب رابرت داونی جونیور برای نقش دکتر دووم، همگی در پنل استودیوهای مارول در کنفرانس کامیک‌کان سن‌دیگو در ژوئیه ۲۰۲۴ اعلام شدند. این اعلامیه شامل حضور چندین نفر با لباس‌های دووم روی صحنه بود که یکی از آن‌ها داونی بود. او نقاب خود را برداشت تا انتخابش برای این نقش را به حضار نشان دهد. کت بیلی از آی‌جی‌ان این اعلامیه را «یکی از دراماتیک‌ترین افشاگری‌های تاریخ اخیر مارول» توصیف کرد و گزارش داد که واکنش‌های هواداران متفاوت بوده است؛ برخی بازگشت داونی را تحسین کردند و برخی دیگر آن را حرکتی ناامیدانه از سوی استودیوهای مارول پس از تغییرات خلاقانه ناشی از اخراج جاناتان میجرز دانستند. چارلز پولیام-مور از ورج این انتخاب را «شرط‌بندی مارول بر این باور که ممکن است بتواند با یک رویداد سینمایی عظیم دیگر که حول شخصیتی ساخته شده که چهره و صدایش مدت‌هاست با مرد آهنی مترادف شده، مخاطبان را بازگرداند» تفسیر کرد. دیگر مفسران نیز دربارهٔ این انتخاب و واکنش‌های متفاوت به آن بحث کردند، از جمله کولایر جنینگز از کالیدر که از انتخاب بازیگر غیر کولی برای این نقش انتقاد کرد، با توجه به پیشینه قومیتی شخصیت در کمیک‌ها. این اعلامیه به گمانه‌زنی‌هایی منجر شد مبنی بر اینکه آیا داونی قرار است نسخه‌ای از تونی استارک/مرد آهنی از یک جهان موازی را بازی کند یا اینکه انتخاب دوبارهٔ او در داستان فیلم نادیده گرفته خواهد شد.
همزمان با آغاز فیلم‌برداری در مارس ۲۰۲۵، مارول یک پخش زنده تقریباً پنج ساعت و نیمه را پخش کرد که در آن ردیفی از صندلی‌های کارگردانی با نام‌های بازیگران نمایش داده می‌شد. هر ۱۲ دقیقه یک صندلی جدید رونمایی می‌شد که با موسیقی متناسب از پروژه‌های قبلی مارول همراه بود. پس از معرفی ۲۶ بازیگر، پخش زنده با حضور داونی و اجرای تم انتقام‌جویان اثر سیلوستری به پایان رسید. این پخش زنده حدود ۱۰۰٬۰۰۰ بیننده همزمان در یوتیوب داشت و رشد ساعتی مخاطبان را تجربه کرد، به طوری که به پربیننده‌ترین کار نمایشی زنده چندپلتفرمی تبدیل شد. این رویداد در ۲۴ ساعت اول خود با ۲۷۵ میلیون بازدید، دومین ویدیوی پرطرفدار در یوتیوب شد و از پخش‌های زنده قبلی مارول برای افتتاحیه‌های فرش قرمز پیشی گرفت. پخش زنده همچنین ۳٫۱ میلیون اشاره در رسانه‌های اجتماعی جمع‌آوری کرد که پنج برابر بیشتر از «حجم اجتماعی» اولین تریلر ددپول و ولورین بود. این رویداد ۵۵ اصطلاح پرطرفدار مختلف را در ایکس (توییتر سابق) ایجاد کرد و هشتگ «AvengersDoomsday» برای بیش از هفت ساعت موضوع برتر ترند در این سایت بود. همچنین با هر اعلام بازیگر، میم‌های اینترنتی متعددی تولید شد. آنتونی دی‌الساندرو از ددلاین هالیوود این کار نمایشی را یک «رویداد فرهنگی پاپ» توصیف کرد. جوردن مورو و برنت لنگ از ورایتی پخش زنده را «آهسته‌سوز» نامیدند و آن را به رونمایی از تاریخ انتشار فصل هفتم بازی تاج‌وتخت در سال ۲۰۱۷ تشبیه کردند که در آن تکه یخی ذوب شد تا تاریخ را نشان دهد؛ هر دو کار نمایشی به دلیل روند کندشان مورد تمسخر قرار گرفتند. آستن گاسلین از پولیگان، که نگران تعداد زیاد بازیگران اعلام‌شده بود، پخش زنده را «به‌طور طاقت‌فرسا آهسته اما فوق‌العاده سرگرم‌کننده» توصیف کرد. او از چک کردن پخش برای هر رونمایی جدید و سپس دیدن واکنش‌ها در رسانه‌های اجتماعی لذت برد. جیمز ویتبروک از گیزمودو گفت که تعداد بینندگان این پخش زنده «از توانایی استودیو برای حفظ تسلط خود بر فرهنگ پاپ در نزدیک به ۲۰ سال گذشته حکایت دارد».

## انتشار
انتقام‌جویان: روز نابودی قرار است در تاریخ ۱۸ دسامبر ۲۰۲۶ در ایالات متحده اکران شود. این فیلم پیش‌تر برای اکران در ۲ مه ۲۰۲۵ برنامه‌ریزی شده بود، اما به دلیل اعتصاب انجمن نویسندگان آمریکا در سال ۲۰۲۳، با تأخیر مواجه شد. این اثر بخشی از فاز ششم دنیای سینمایی مارول خواهد بود.فوربس گزارش داده است که کارشناسان پیش‌بینی می‌کنند هزینه تولید «انتفامجویان: روز نابودی» میانگین ۵۰۰ تا ۶۰۰ میلیون دلار خواهد بود.

## دنباله
دنباله‌ای با عنوان انتقام‌جویان: جنگ‌های پنهان قرار است در تاریخ ۱۷ دسامبر ۲۰۲۷ اکران شود. این فیلم نیز توسط استیون مک‌فیلی نوشته شده و برادران روسو کارگردانی آن را بر عهده دارند. این اثر فاز ششم دنیای سینمایی مارول (MCU) را به پایان می‌رساند.